# Strontium-84
Strontium-84 of 84Sr is een stabiele isotoop van strontium, een aardalkalimetaal. Het is een van de vier stabiele isotopen van het element, naast strontium-86, strontium-87 en strontium-88. De abundantie op Aarde bedraagt 0,56%.
Er zijn vermoedens dat de isotoop via een dubbel bètaverval vervalt tot de stabiele isotoop krypton-84. Strontium-84 heeft echter een halfwaardetijd die vele malen groter is dan de leeftijd van het universum en de facto kan de isotoop dan ook als stabiel worden beschouwd. De vervalenergie bedraagt −257,25 keV.
Strontium-84 ontstaat onder meer bij het radioactief verval van rubidium-84 en yttrium-84.
73Sr · 74Sr · 75Sr · 76Sr · 77Sr · 78Sr · 79Sr · 80Sr · 81Sr · 82Sr · 83Sr · 83mSr · 84Sr · 85Sr · 85mSr · 86Sr · 86mSr · 87Sr · 87mSr · 88Sr · 89Sr · 90Sr · 91Sr · 92Sr · 93Sr · 94Sr · 95Sr · 96Sr · 97Sr · 97m1Sr · 97m2Sr · 98Sr · 99Sr · 100Sr · 101Sr · 102Sr · 103Sr · 104Sr · 105Sr · 106Sr · 107Sr